# سفيرير جودناسون
سفيرير جودناسون (بالسويدية: Sverrir Gudnason)‏ هو ممثل سويدي، ولد في 12 سبتمبر 1978 بلوند في السويد.

## أعمال

### أفلام
- (2018) الفتاة في نسيج العنكبوت

## وصلات خارجية
- سفيرير جودناسون على موقع IMDb (الإنجليزية)
- سفيرير جودناسون على موقع ميتاكريتيك (الإنجليزية)
- سفيرير جودناسون على موقع روتن توميتوز (الإنجليزية)
- سفيرير جودناسون على موقع ألو سيني (الفرنسية)
- سفيرير جودناسون على موقع أول موفي (الإنجليزية)
- سفيرير جودناسون على موقع قاعدة بيانات الأفلام السويدية (السويدية)
- سفيرير جودناسون على موقع قاعدة بيانات الفيلم (الإنجليزية)
- سفيرير جودناسون على موقع كينوبويسك (الروسية)